# Niccolò III dalle Carceri
Niccolò III dalle Carceri (zm. 1383) – wenecki władca Księstwa Naksos w latach 1371-1383. 

## Życiorys
W 1383 pod wodzą rodu Crispo wybuchło powstanie, które obaliło dynastię Sanudo. Niccolò III dalle Carceri został zabity z rozkazu założyciela nowej dynastii panującej w Naksos Francesco I Crispo. 